# DVB-T
DVB-T（Digital Video Broadcasting - Terrestrial）とはDVB規格の中の地上デジタルテレビジョン放送の規格である。デジタルの音声と動画の信号を直交周波数分割多重方式（OFDM）のデジタル変調（COFDM）で送信する。情報源符号としては MPEG-2、さらに最近では H.264/MPEG-4 AVC を採用している。
DVB-Tは送信規格であり、特にデジタルテレビジョン放送で採用されている。例えばイギリスではFreeviewがある。OFDMは広帯域のデジタル信号を多数の比較的低速なデジタルストリームに分割し、それらを互いに直交し近接する搬送周波数で送信する。発信局が何マイルか離れていれば同じ周波数で発信可能で、中間にある受信機は両方の局の信号を正しく復調可能である。

地上デジタルテレビの方式の分布図。DVB-Tを採用している国は青で示されている。

## DVB-T 送信機の概要

DVB-T送信システムの概念図

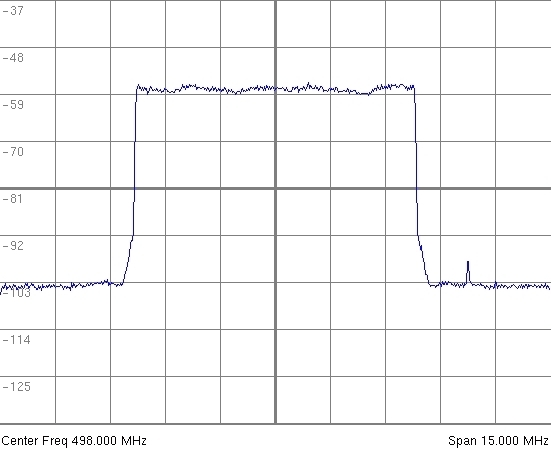
8kモードにおけるDVB-T信号のスペクトル

この図に基づいて、個々のブロックの信号処理について以下に解説する。
情報源符号とMPEG-2多重化（Source coding and MPEG-2 multiplexing）
圧縮された動画、圧縮された音声、データストリームがPS（Programme Stream）として多重化される。1つ以上のPSをまとめて、MPEG-2 TS（Transport Stream）にする。基本的にこのデジタルストリームが送信されセットトップボックスで受信される。転送されるデータのビットレートは符号化および変調のパラメータで変化し、5Mbit/sから32Mbit/sとなる（詳しくは下記の表を参照）。
スプリッタ（Splitter）
Hierarchical Transmissionと呼ばれる技法を使うと、2つの異なるTSを同時に転送できる。これは例えば同じ搬送波でSDTV信号とHDTV信号を送信するのに使われる。一般にSDTV信号の方がHDTV信号よりも頑健である。受信機では受信信号の状況によって、可能ならばHDTVを使い、電波が弱い場合はSDTVを使う。
MUX適応とエネルギー拡散（MUX adaptation and energy dispersal）
MPEG-2 TSは固定長（188バイト）のパケットの並びとなる。エネルギー拡散と呼ばれる技法で、バイト列が非相関化される。
外部エンコーダ（External encoder）
第一段階の誤り訂正符号化を行う。非2元ブロック符号、リード・ソロモン RS（204, 188）符号を使い188バイトのパケットのうち最大8バイトを訂正可能とする。
外部インターリーバ（External interleaver）
畳み込みインターリーブによって転送データの並びを再配置する。これにより、誤りが長期間に渡って発生した場合に対処する。
内部エンコーダ（Internal encoder）
第二段階の誤り訂正符号化を行う。畳み込み符号を使う。符号化レートとしては1/2、2/3、3/4、5/6、7/8の5種類がある。
内部インターリーバ（Internal interleaver）
再びデータストリームを再配置し、バーストエラーに対する耐性を強化する。ここではブロック単位の入れ替えが行われる。
マッパー（Mapper）
デジタルビット列をベースバンド変調された複素シンボルの列にマッピングする。ここではQPSK、16-QAM、64-QAMという3種類の変調方式が使われる。
フレーム適応（Frame adaptation）
複素シンボル列が固定長（1512シンボル、3024シンボル、6048シンボル）のブロックにグループ化される。68ブロックを1フレームとし、4フレームを1スーパーフレームとする。
パイロット信号とTPS信号（Pilot and TPS signals）
受信を容易にするためにブロック間に信号を挿入する。パイロット信号は同期に使われ、TPS（Transmission Parameters Signalling）信号は送信信号のパラメータを含んでいる。なお、信号を受信して同期し復号するにはそれらのパラメータを受信機側で事前に知っている必要がある。従って、TPS信号は途中でパラメータが変更される場合や再同期が必要な場合などにのみ使われる。
OFDM変調（OFDM Modulation）
ブロック列をOFDM方式で変調する。キャリアは2048本（2k）、4096本（4k）、8096本（8k）が使われる。キャリア本数を増やしてもペイロードのビットレートは増加せず、一定である。
ガードインターバル挿入（Guard interval insertion）
受信しやすいようにOFDMの各ブロックの前にcyclic prefixを挿入する。ガードインターバルの幅は元のブロック長の1/32、1/16、1/8、1/4のいずれかである。単一周波数ネットワークでは、符号間干渉を除去するためにcyclic prefixによるガードインターバルが必須である。
DACとフロントエンド（DAC and front-end）
デジタル-アナログ変換回路（DAC）でデジタル信号をアナログ信号に変換し、RFフロントエンドで放送周波数（VHF、UHF）に変調する。帯域幅はチャンネルとして割り当てられている5, 6, 7, 8MHzである。DACの入力におけるベースバンドのサンプリングレートはこのチャンネルの帯域幅に依存する。{\displaystyle f_{s}={\frac {8}{7}}B}サンプル/秒であり、{\displaystyle B}はチャンネルの帯域幅をHzで表した値である。
| DVB-Tシステム 8 MHz チャンネルのビットレート（Mbit/s） | DVB-Tシステム 8 MHz チャンネルのビットレート（Mbit/s） | DVB-Tシステム 8 MHz チャンネルのビットレート（Mbit/s） | DVB-Tシステム 8 MHz チャンネルのビットレート（Mbit/s） | DVB-Tシステム 8 MHz チャンネルのビットレート（Mbit/s） | DVB-Tシステム 8 MHz チャンネルのビットレート（Mbit/s） |
| 変調方式                                               | 符号化レート                                           | ガードインターバル                                     | ガードインターバル                                     | ガードインターバル                                     | ガードインターバル                                     |
| ------------------------------------------------------ | ------------------------------------------------------ | ------------------------------------------------------ | ------------------------------------------------------ | ------------------------------------------------------ | ------------------------------------------------------ |
| 変調方式                                               | 符号化レート                                           | 1/4                                                    | 1/8                                                    | 1/16                                                   | 1/32                                                   |
| QPSK                                                   | 1/2                                                    | 4.976                                                  | 5.529                                                  | 5.855                                                  | 6.032                                                  |
| QPSK                                                   | 2/3                                                    | 6.635                                                  | 7.373                                                  | 7.806                                                  | 8.043                                                  |
| QPSK                                                   | 3/4                                                    | 7.465                                                  | 8.294                                                  | 8.782                                                  | 9.048                                                  |
| QPSK                                                   | 5/6                                                    | 8.294                                                  | 9.216                                                  | 9.758                                                  | 10.053                                                 |
| QPSK                                                   | 7/8                                                    | 8.709                                                  | 9.676                                                  | 10.246                                                 | 10.556                                                 |
| 16-QAM                                                 | 1/2                                                    | 9.953                                                  | 11.059                                                 | 11.709                                                 | 12.064                                                 |
| 16-QAM                                                 | 2/3                                                    | 13.271                                                 | 14.745                                                 | 15.612                                                 | 16.086                                                 |
| 16-QAM                                                 | 3/4                                                    | 14.929                                                 | 16.588                                                 | 17.564                                                 | 18.096                                                 |
| 16-QAM                                                 | 5/6                                                    | 16.588                                                 | 18.431                                                 | 19.516                                                 | 20.107                                                 |
| 16-QAM                                                 | 7/8                                                    | 17.418                                                 | 19.353                                                 | 20.491                                                 | 21.112                                                 |
| 64-QAM                                                 | 1/2                                                    | 14.929                                                 | 16.588                                                 | 17.564                                                 | 18.096                                                 |
| 64-QAM                                                 | 2/3                                                    | 19.906                                                 | 22.118                                                 | 23.419                                                 | 24.128                                                 |
| 64-QAM                                                 | 3/4                                                    | 22.394                                                 | 24.882                                                 | 26.346                                                 | 27.144                                                 |
| 64-QAM                                                 | 5/6                                                    | 24.882                                                 | 27.647                                                 | 29.273                                                 | 30.160                                                 |
| 64-QAM                                                 | 7/8                                                    | 26.126                                                 | 29.029                                                 | 30.737                                                 | 31.668                                                 |

## 受信機の概要
受信機は送信機で使われている技術と対になる技術を使っている。
- フロントエンドとADC

アナログ信号をベースバンドに変換し、アナログ-デジタル変換回路（ADC）を使ってデジタル信号に変換する。
- 時間同期と周波数同期

デジタルのベースバンド信号を調べ、フレームとブロックの先頭を見つける。信号の周波数成分についての問題もここで訂正される。
- ガードインターバル除去

cyclic prefixを除去。
- OFDM復調
- 周波数均一化

パイロット信号で受信信号を均一化。
- 逆マッピング
- 内部逆インターリーブ
- 内部復号

ビタビアルゴリズムを使用。
- 外部逆インターリーブ
- 外部復号
- MUX適応
- MPEG-2 逆多重化と情報源復号

## DVB-Tを採用している国と地域
出典
| - アルバニア - アンドラ - オーストリア - ベルギー - ブルガリア（試験的） - ベラルーシ（試験的） - クロアチア - チェコ - キプロス - デンマーク - フェロー諸島 - グリーンランド（Nuuk tv） - エストニア - フィンランド - フランス - ドイツ - ギリシャ（試験的） - ハンガリー（試験的） - アイスランド | - アイルランド - イタリア - ラトビア（試験的） - リトアニア - ルクセンブルク - 北マケドニア（試験的） - マルタ - モンテネグロ - オランダ - ノルウェー - ポーランド（試験的） - ポルトガル - ルーマニア - ロシア（試験的） - スロバキア（試験的） - セルビア - スロベニア - スペイン - スウェーデン - スイス - トルコ（試験的） - イギリス - ウクライナ（試験的、キエフのみ） | - オーストラリア - ニュージーランド - パキスタン（試験的） - インド - インドネシア - イラン（試験運用中） - イスラエル - サウジアラビア - マレーシア（試験的） - ミャンマー - シンガポール - スリランカ（試験運用中） - 台湾 - ベトナム - アラブ首長国連邦 - 朝鮮民主主義人民共和国(北朝鮮) - カーボベルデ - エジプト - ケニア - モーリシャス - モロッコ - ナミビア - チュニジア（試験的） |

## DVB-T2
2006年3月、DVBプロジェクトはDVB-Tの更新の検討開始を決定した。2006年6月、正式な研究グループ TM-T2 (Technical Module on Next Generation DVB-T) が結成され、第二世代の地上デジタルテレビジョン放送にふさわしい方式 DVB-T2 を検討することになった。
- シリア

シリアがDVB-T2を採用している。
2007年4月に発表された要求仕様によるとDVB-T2の第一フェーズでは既存のアンテナを使って固定の受信機と可搬型受信機（モバイルではない）向けに最適な方式とし、第二および第三フェーズではより多くのペイロードを送信し（アンテナも新たなものにする）モバイルでの受信も検討することになっている。既存のDVB-Tと同等の帯域条件でペイロードを最低でも30%増加させることが求められている。期待されている技術としては、以下のものがある。
- LDPC/BCH符号による前方誤り訂正。衛星デジタルテレビジョン放送の規格 DVB-S2 などで既に採用されている技術。
- オプションとしてMIMO（Multiple-Input Multiple-Output）などのダイバーシティシステムを利用。
- アンテナのピーク対平均電力比を低減する手法（PAPR低減）の改善。
- 8k以上のサイズのFFTを使う。16kや32kのFFTを使うことで単一周波数ネットワーク（SFN）を使ったときのオーバーヘッドを最小化する。現在のSFNに比較して50%以上のビットレート増が見込まれる。
- チャネル推定の改善。パイロット搬送波が少なくて済むようにする。
- SFNにおいて発信局間の距離を30%増大させる。
- 可変符号化と可変変調
- 柔軟な多重化
- 新たなDVB-T2受信機はDVB-Tの放送も受信できることが期待されるが、DVB-T受信機はDVB-T2を受信できない。ファームウェアの更新でも対応できない。

DVB-T2の検討作業は近々完了し、2008年中にETSIにて規格案として提出される予定である。市場への展開は2009年になる予定。
BBC、ITV、チャンネル4、Fiveは規制機関・OfcomとDTTによるHDTV用帯域を増やすために帯域を明け渡すことに合意した。DVB-T2を使った放送は2009年11月に開始された。
2008年4月、OfcomはDVB-T2とMPEG-4を使ったHDTVの周波数割当を決定した。
2009年12月、日本のNECが世界初となる送信機をイギリスBBCに納入し、放送を開始している。